# Квинт Антоний Меренда
Квинт Антоний Меренда (на латински: Quintus Antonius Merenda) e политик на Римската република.
Син е на Тит Антоний Меренда, (децемвир 450 и 449 пр.н.е.).
През 422 пр.н.е. той е консулски военен трибун с други 2 колеги, Луций Манлий Капитолин и Луций Папирий Мугилан.